# Alophosternum foliicola
Alophosternum foliicola là một loài tò vò trong họ Ichneumonidae.